# Закозель
Зако́зель (бел. Закозель) — агрогородок в Дрогичинском районе Брестской области Беларуси. Административный центр Закозельского сельсовета. Население — 474 человека (2019).

## География
Закозель находится в 12 км к юго-западу от Дрогичина. С запада к селу примыкает деревня Воловель. Вокруг села — развитая сеть мелиоративных каналов со стоком в Днепровско-Бугский канал. Местные дороги ведут в Перковичи, где находится ж/д станция на линии Брест — Пинск и окрестные деревни.

## История
Закозель впервые упомянут в конце XIII века в Писцовой книге Пинского княжества. В начале XVI века имение входило в состав королевских владений, в XVIII веке Закозель перешёл к роду Ожешко, став для него родовым поместьем — Ожешко владели Закозелем вплоть до 1893 года. Административно Закозель принадлежал Берестейскому воеводству Великого княжества Литовского.
После третьего раздела Речи Посполитой (1795 год) в составе Российской империи, принадлежал Кобринскому уезду Гродненской губернии.
В начале XIX века Закозелем последовательно владели Юзеф Ожешко, его сын Никодим и внук Каликст. При Юзефе и Никодиме был построен усадебный дом и сформирован пейзажный парк. В 1839 году в имении была построена массивная неоготическая часовня-усыпальница.
В 1858—1863 годах Закозель часто посещала писательница Элиза Ожешко, проживавшая в это время в соседнем поместье Людвиново. Во время восстания 1863 года многие члены рода Ожешко принимали участие в восстании, муж Элизы Ожешко Пётр после подавления восстания был сослан в Пермскую губернию, а имение Людвиново конфисковано в российскую казну. Однако Закозельское имение избежало конфискации и осталось за родом Ожешко, хотя постепенно приходило в упадок. Согласно преданию во время восстания в закозельской часовне-усыпальнице Элиза Ожешко прятала раненого генерала Ромуальда Траугутта.
В 1893 году имение было продано графине Н. А. Бобринской. Новая владелица реставрировала усадебный дом, благоустроила парк. При ней в имении были построены винокуренный завод, молочная ферма, конюшня и многочисленные хозпостройки.
Согласно Рижскому мирному договору (1921) деревня вошла в состав межвоенной Польши, где принадлежала Дрогичинскому повету Полесского воеводства. В 1922 году сын графини Бобринской Алексей продал поместье Зигмунту Веселовскому, который годом позже перепродал его Каролю Толочко, который стал последним владельцем Закозеля и владел им вплоть до начала Второй мировой войны.

## Достопримечательность
- Усадьба Ожешко
  - Усадебный дом XIX века сохранился частично
  - Неоготическая часовня-усыпальница рода Ожешко
  - Винокуренный завод (1906 год)
  - Хозпостройки
  - Фрагменты парка

Усадьба включена в Государственный список историко-культурных ценностей Республики Беларусь.